# 2003年5月
- 5月1日——中国中央电视台新闻频道开播。
- 5月18日──中国陕西省的西安科技大学出现数目不详的学生食物中毒。
- 5月22日──2003年布米爾達斯省地震。
- 5月25日──林良实辞去马来西亚交通部长职务并正式退休。
- 5月26日──欧洲宪法草案公布。
- 5月27日──圣彼得堡建城300周年庆典活动开始。
- 5月31日──日食（欧洲大部分地区与俄罗斯可见）。